# Anne Ottenbrite
Anne Ottenbrite, po mężu Muylaert (ur. 12 maja 1966 w Bowmanville) – kanadyjska pływaczka. Trzykrotna medalistka z Igrzysk Olimpijskich w Los Angeles.
Specjalizowała się w stylu klasycznym. W Los Angeles zwyciężyła w wyścigu na 200 m żabką, zajęła drugie miejsce na dwa razy krótszym dystansie oraz zdobyła brązowy medal w sztafecie (pod nieobecność pływaczek z bloku wschodniego). W 1982 dwukrotnie stawała na podium mistrzostw świata. Została przyjęta do International Swimming Hall of Fame.

## Starty olimpijskie
Los Angeles 1984
- 200 m stylem klasycznym – złoto
- 100 m stylem klasycznym – srebro
- 4 × 100 m stylem zmiennym – brąz